# بخش مونکدال
بخش مونکدال (به سوئدی: Munkedals kommun) یک ناحیه شهری در سوئد است که در شهرستان وسترا گوتلاند واقع شده‌است.

## خواهرخوانده
شهرهای Karup Municipality, Kirkkonummi و Rellingen خواهرخوانده‌های بخش مونکدال هستند.